# Stratford Johns
Alan Edgar Stratford Johns (* 22. September 1925 in Pietermaritzburg, Südafrika; † 29. Januar 2002 in Heveningham, Suffolk, England) war ein britischer Schauspieler.

## Leben
Johns besuchte die St Charles School in der Kolonie Natal und diente während des Zweiten Weltkriegs in der Südafrikanischen Marine. 1948 zog er nach England, wo er zunächst in Varietés auftrat. In den 1950er Jahren erhielt er erste kleine Filmrollen, unter anderem in Ladykillers. 1962 erhielt er die Rolle des Polizeibeamten Charlie Barlow in der Kriminalserie Z Cars. Zwischen 1966 und 1969 führte er die Rolle im Spin-off Softly Softly, und danach in Softly Softly: Task Force weiter. Es folgten drei weitere Spin-offs in den 1970er Jahren, Barlow at Large, Barlow und Second Verdict. Johns spielte Barlow insgesamt 14 Jahre lang, war aber auch gelegentlich in anderen Rollen zu sehen; so trat er in Gastrollen unter anderem in den Serien Department S und Doctor Who auf. Auch an den Theatern des Londoner West-End gastierte er regelmäßig. Zudem war als Ismael in Das boshafte Spiel des Dr. Fu Man Chu, als Mustapha El Ali in Wildgänse 2 sowie als Peters in Der Biss der Schlangenfrau zu sehen.
Johns war von 1955 bis zu seinem Tod mit der Schauspielerin Nanette Ryder verheiratet, aus der Ehe gingen vier Kinder hervor.

## Filmografie (Auswahl)

### Film
- 1955: Ladykillers
- 1957: Die Brücke der Vergeltung (Across the Bridge)
- 1957: Einer kam durch (The One That Got Away)
- 1958: Die letzte Nacht der Titanic (A Night To Remember)
- 1958: Herzlich Willkommen im Kittchen (Law and Disorder)
- 1960: Wenn Scotland Yard das wüßte (The Professionals)
- 1967: Tolldreiste Kerle in rasselnden Raketen (Jules Verne’s Rocket to the Moon)
- 1970: Cromwell – Krieg dem König (Cromwell)
- 1977: Sherlock Holmes oder Der sonderbare Fall vom Ende der Zivilisation (The Strange Case of the End of Civilization as We Know It)
- 1980: Das boshafte Spiel des Dr. Fu Man Chu (The Fiendish Plot of Dr. Fu Manchu)
- 1985: Wildgänse 2 (Wild Geese II)
- 1988: Der Biss der Schlangenfrau (The Lair of the White Worm)
- 1991: Der Mann nebenan
- 1993: Und ewig schleichen die Erben (Splitting Heirs)

### Fernsehen
- 1961: Coronation Street
- 1961: Mit Schirm, Charme und Melone (The Avengers)
- 1962–1965: Z Cars (Z-Cars)
- 1966–1969: Task Force Police (Softly, Softly)
- 1969: Department S
- 1969–1972: Task Force Police (Softly Softly: Taskforce)
- 1971–1975: Freie Hand für Barlow (Barlow at Large)
- 1976: Ich, Claudius, Kaiser und Gott (I, Claudius)
- 1982: Doctor Who
- 1994: Der Aufpasser (Minder)
- 1997: Heartbeat